# Quartiere Saragozza
Saragozza (Saragòza in dialetto bolognese) è un ex quartiere di Bologna. Riuniva le zone Andrea Costa-Saragozza e Malpighi a seguito della riforma dei quartieri del 1985. 
Con la riforma in vigore dal giugno 2016 è stato aggregato con il quartiere Porto nel nuovo quartiere Porto-Saragozza.
Il quartiere, insieme al già citato ex quartiere Porto e all'ex quartiere Reno, copre una fascia di territorio nota fino alla fine del XIX secolo come "San Paolo di Ravone", comune autonomo che traeva il suo nome dall'omonima chiesa posta lungo l'antica via Sant'Isaia (oggi via Andrea Costa) ed è attraversato dai fiumi Reno, Ravone e Meloncello. Questo luogo fu abitato fin dal X secolo. Alla fine dell'Ottocento nacquero i primi edifici popolari ad opera della Cooperativa Risanamento (oggi nelle vie Zambeccari, Pacchioni e Muratori).
Al confine con il quartiere Porto, viene attraversato dalla via Emilia, col il nome di via Ugo Bassi.

## Storia

### Storia amministrativa
| Presidenti di Quartiere | Presidenti di Quartiere | Presidenti di Quartiere | Presidenti di Quartiere |
| ----------------------- | ----------------------- | ----------------------- | ----------------------- |
| Periodo                 | Presidente              | Lista                   | Note                    |
| 2004 - 2016             | Roberto Fattori         | DS/PD                   | [ 2 ]                   |

## Luoghi storici
- Via Saragozza
- Via Sant'Isaia
- Via del Pratello
- Cimitero Monumentale della Certosa
- Reale Collegio di Spagna
- Santuario della Beata Vergine di San Luca
- Villa Spada
- Villa Benni
- Villa delle Rose
- Stadio Dall'Ara
- Piscina Carmen Longo